# روضة مهنا
روضة مهنا تقع قرب بلدة النبقية في منطقة القصيم. اشتهرت روضة المهنا، بكثرة المياه والزراعة فيها، ودخلت التاريخ الحديث بعد معركة روضة مهنا الفاصلة، بتثبيت الحكم السعودي بين الملك عبد العزيز بن عبد الرحمن بن فيصل آل سعود والأمير عبدالعزيز بن متعب آل رشيد، ولقد سميت بروضة مهنا نسبة إلى أمير القصيم السابق وأمير الربيعية  مهنا بن صالح أبا الخيل الذي كان يمتلكها.